# Blepharis glinus
Blepharis glinus är en akantusväxtart som beskrevs av Adriano Fiori. Blepharis glinus ingår i släktet Blepharis och familjen akantusväxter. Inga underarter finns listade i Catalogue of Life.